# Reza Alipour
Reza Alipour Shenazandifard (en persa: رضا علی‌پور شنازندی‌فرد‎, Qazvín, 29 de abril de 1994) es un deportista iraní que compite en escalada, especialista en la prueba de velocidad, por lo que ha sido apodado como "el guepardo asiático".

## Biografía
En la Copa del Mundo de 2013, celebrada en la ciudad de Haiyang en China, batió el récord en velocidad pre registrado con 6,24 segundos, ganando así la primera medalla de oro en escalada en velocidad pen la historia de Irán. Posteriormente en el Campeonato Mundial de 2014, celebrado en Gijón, España batió su propio récord de velocidad con 5,97 segundos, ganando una nueva medalla para su país y siendo apodado por la IFSC como el guepardo asiático primero y tras batir nuevamente su propio récord, con 15 metros escalados en 5,48 segundos en la Copa del Mundo de 2017 celebrada en Nankín, China fue nombrado como el Usain Bolt de la escalada en velocidad, convirtiéndose en el más rápido del mundo tras batir además el tiempo del ucraniano Danyl Boldyrev.
Fue elegido deportista del año 2017 por la Asociación Internacional de Juegos Mundiales, por un estrecho margen, tras recibir un total de 90790 votos en el concurso, siendo segunda la levantadora de potencia ucraniana Larysa Soloviova con 90036 votos.
También ganó el oro en la 18.ª edición de los Juegos Asiáticos, en Palembang apareciendo en el ranking publicado ese año por la IFSC como número uno, por delante del francés Bassa Mawem.

## Vida personal
Pese a ser un campeón mundial en su disciplina y haber obtenido múltiples reconocimientos, trabaja como bombero en su ciudad. Su primo Mehdi también compite en escalada en las pruebas de velocidad.

## Palmarés internacional
| Campeonato Mundial | Campeonato Mundial  | Campeonato Mundial | Campeonato Mundial |
| Año                | Lugar               | Medalla            | Prueba             |
| ------------------ | ------------------- | ------------------ | ------------------ |
| 2014               | Gijón (España)      | Medalla de bronce  | Velocidad          |
| 2016               | París (Francia)     | Medalla de plata   | Velocidad          |
| 2018               | Innsbruck (Austria) | Medalla de oro     | Velocidad          |
| Juegos Mundiales   |                     |                    |                    |
| Año                | Lugar               | Medalla            | Prueba             |
| 2017               | Breslavia (Polonia) | Medalla de oro     | Velocidad          |